# Rue Vandeweyer (Bruxelles)
Pour les articles homonymes, voir Rue Vandeweyer.
La rue Vandeweyer (en néerlandais : Vandeweyerstraat) est une rue bruxelloise de la commune de Schaerbeek qui va de la place Liedts à la chaussée de Haecht en passant par la rue de la Poste et la rue Royale Sainte-Marie.

## Histoire et description
La rue porte le nom d'un propriétaire du lotissement où elle fut construite et qui n'a rien à voir avec l'homme politique belge, Sylvain Van de Weyer, né à Louvain le 19 janvier 1802 et décédé à Londres le 23 mai 1874.
La numérotation des habitations va de 5 à 133 pour le côté impair et de 4 à 110 pour le côté pair.

## Adresses notables
- nos 63-65 : Théâtre Océan Nord
- no 78 : le peintre Édouard Thiébaut (1878-1953) y est né[1]
- no 105 : Théâtre de l'Evni
- no 117 : le peintre Alfred Ruytincx (1871-1908) y a habité

## Sources
- Les rues de Schaerbeek de J.A. Dekoster. Édité par l'asbl AMAS (les Amis de la Maison des Arts de Schaerbeek) – 1981 (page 115)